# Покрајина Лорестан
Лорестан (перс. استان لرستان; Ostān-e Luristān) је једна од покрајина Ирана, од 31 иранске покрајине. Смјештена је на западном дијелу земље и обухвата углавном планински крајолик масива Загроса, а граничи се са Керманшашком и Хамаданском покрајином затим Марказијем на сјеверу, Исфаханском покрајином на истоку, Хузестаном на југу, а са запада Покрајином Илам. Лорестан обухвата површину од 28.294 км², а према попису становништва из 2006. године у покрајини је живјело 1.716,527 становника. Највећи и уједно главни град Лорестана је Хорамбад. Лорестан је дом народа Лури.

## Окрузи
- Алигударшки округ
- Азнански округ
- Боруџердски округ
- Делфански округ
- Дорудски округ
- Кухдаштански округ
- Мамулански округ
- Полдохтарски округ
- Румешхански округ
- Селселски округ
- Хорамабадски округ
- Чегенски округ